# Goetheschule Bremerhaven

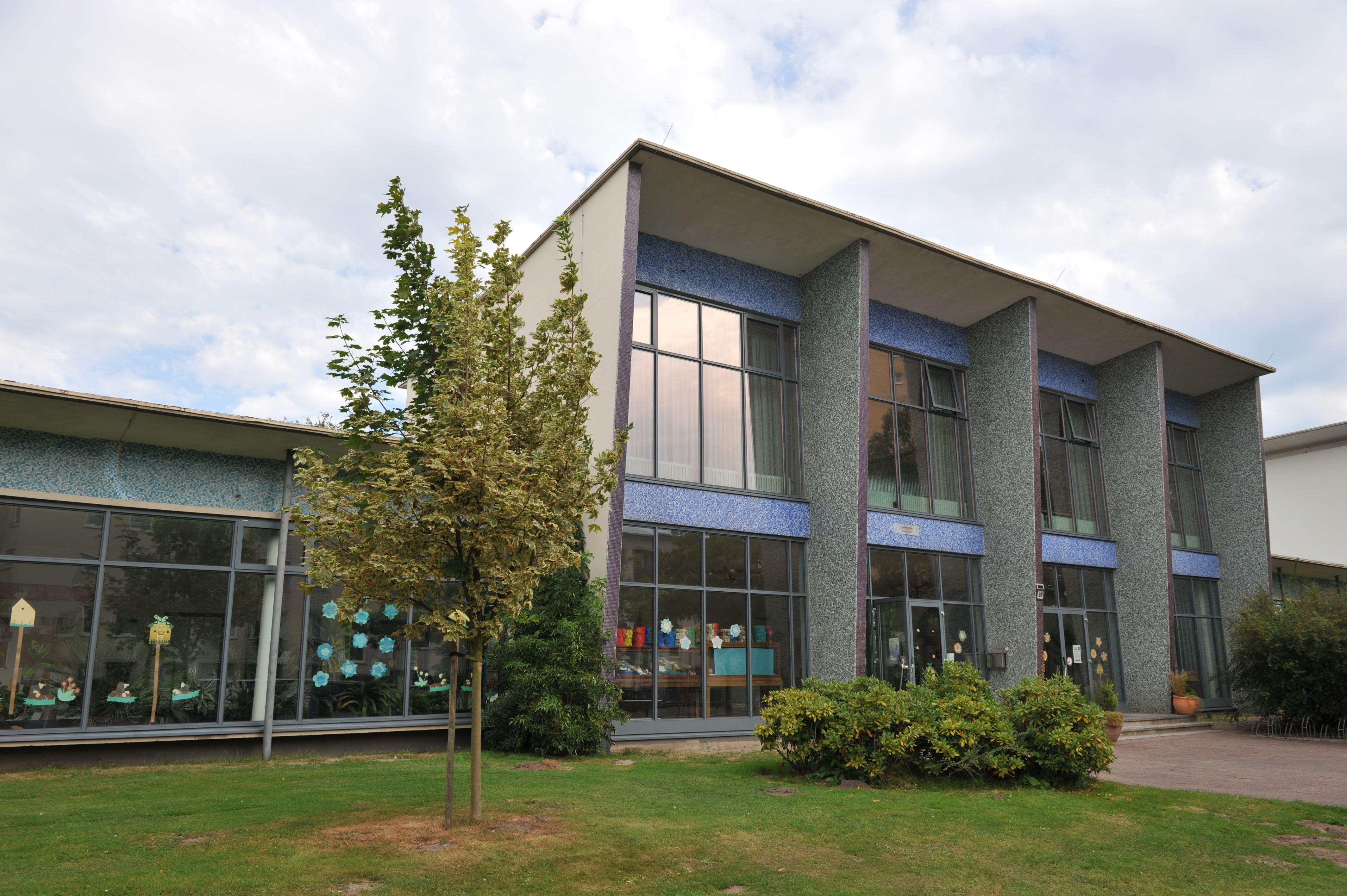
Goetheschule Bremerhaven

Die Goetheschule Bremerhaven in Bremerhaven-Mitte, Deichstraße 39, ist eine Grundschule. Das Gebäude entstand 1956 nach Plänen von Coldewey direkt an der Geeste.
Das Bauwerk steht seit 1994 unter Bremer Denkmalschutz.

## Geschichte

### Schule
Das 1827 gegründete Bremerhaven, heute Stadtteil Mitte, wuchs schnell. Die 1831 gegründete private Volksschule für Jungen und Mädchen in der Osterstraße gilt als Vorgänger der Goetheschule. Gründer war der Lehrer Johann Christian Blanck. 1843 musste er diesen Standort zu Gunsten der Volksschule der evangelischen Kirche aufgeben.
Die Volksschule zog 1844 in ein neues Gebäude in der Bürgermeister-Smidt-Straße / Ecke Kirchenstraße um. Wachsende Schülerzahlen erforderten mehrfach Umbauten und Erweiterungen. 1857 fand die Umwandlung in eine Knabenvolksschule statt. 1862 übernahm die Stadt Bremerhaven die Schule.
Die Knabenvolksschule zog 1866 in ein neues Gebäude auf dem Gelände der heutigen Schillerschule um. An der Grenzstraße 4 entstand 1872/73 ein Schulhaus mit 24 Klassenräumen, Aula, Zeichen- und Musiksaal, sowie Physik- und Chemieklassenraum. Schon 1873 gilt Englisch als Pflichtfach. 1908 wurde die Schule in die Knabenschule I (ab 1910 Goetheschule) und die Knabenschule II (ab 1910 Pestalozzischule), die 1910 in einen Neubau in die Wiener Straße umzog. 1944 wurde das Gebäude an der Grenzstraße durch Bomben zerstört; die Schüler waren nun Gastschüler in der Pestalozzischule.
1949 wurde die Schule zu einer sechsjährigen Grundschule. Trotz des Neubaus von 1956 entstanden Raumprobleme durch die steigenden Schülerzahlen, die 1973 mit 700 Schülern in 21 Klassenverbänden sowie dem Schulkindergarten den Höchststand erreichte. Danach nahm die Schülerzahl wieder rasch ab und die Schule unterrichtete ab 1975 dreizügig und ab 1983 nur noch zweizügig. Seit 1977 bestand die Grundschule aus vier Jahrgängen. Die Kaufmännischen Lehranstalten belegten deshalb seit 1978 sechs Klassenräume im Südflügel. Seit 2015 nahm die Schülerzahl wieder zu und ab 2016/17 wurde die Schule mit 244 Schülern in 11 Klassen wieder dreizügig. 2017/18 waren 28 Lehrkräfte und 8 Betreuer bzw. Sozialpädagogen an der Schule tätig.
Der Namensgeber Johann Wolfgang von Goethe (1749–1832) war der bedeutendste Schöpfer deutschsprachiger Dichtung.

### Gebäude
Für die Goetheschule Bremerhaven wurde von 1954 bis 1956 durch das Hochbauamt Bremerhaven nach Plänen von Coldewey eine neue Gebäudeanlage errichtet, bestehend aus zwei dreigeschossigen Klassentrakten und als Verbindungsbau der Eingang mit Verwaltungsräumen und der Aula. Der lichtdurchflutete Verbindungsbau ist großflächig verglast und in der typischen Architektur dieser Zeit gestaltet. 1964 konnte eine Turnhalle eingeweiht werden.